# Chant de noces
Chant de noces (Bryllupsmorgen) is een compositie van Agathe Backer-Grøndahl. Haar opuslijst was tot dan toe gevuld met liederenbundels dan wel bundels met muziek voor piano solo. Opus 28 was slechts bestemd voor één lied Chant de noces. De originele Franse tekst van Chant de noces uit 1881 was van Alice Marie Céleste Durand onder pseudoniem Henry Gréville, uit haar boek met de gelijknamige titel. Dat boek handelt over het huwelijk van een componist en diens vrouw. De druk van het lied vermeldde tevens een vertaling naar het Noors (De vertaler bleef daarbij anoniem P.H.). Het lied is geschreven in het tempo andante expressivo, toonsoort Bes majeur en een 6/8-maatsoort. Chant de noces werd op 23 december 1890 uitgegeven door Warmuth Musikforlag (nr. 1697). Voor zover nog na te gaan heeft de componiste het lied zelf nooit uitgevoerd.
Chant de noces betekent bruiloftslied, de Noorse vertaling hield het op huwelijksochtend.
Tekst van het lied van een zingende componist voor zijn vrouw:
Le ciel pâlit, et les étoiles blanches
L'une après l'autre ont fui devant le jour:
Et les oiseaux réveillés sur les branches
Donnent l'aubade à mon amour...